# Патарш
Патарш (рум. Pătârș) је насељено место општине Усусау у жупанији Арад у Румунији. Према попису из 2021 године било је 59 становника. 

## Становништво
Према попису становништва из 2011. године у насељу је живело 67 становника. 
| Етнички састав према попису из 2011. године‍ | Етнички састав према попису из 2011. године‍ | Етнички састав према попису из 2011. године‍ | Етнички састав према попису из 2011. године‍ | Етнички састав према попису из 2011. године‍ |
| ------------------------------------------- | ------------------------------------------- | ------------------------------------------- | ------------------------------------------- | ------------------------------------------- |
|                                             |                                             |                                             |                                             |                                             |
| Румуни                                      | Румуни                                      |                                             | 55                                          | 82,1%                                       |
| неизјашњени                                 | неизјашњени                                 |                                             | 9                                           | 13,4%                                       |